# Fischbach, Clervaux
Fischbach (franska) (luxemburgiska: Fëschbech lyssna (fil), tyska: Fischbach) är en ort i kantonen Clervaux i norra Luxemburg. Den ligger i kommunen Clervaux, cirka 51,5 kilometer norr om staden Luxemburg. Orten har 127 invånare (2022).
Orten tillhörde före den 5 december 2011 kommunen Heinerscheid.